# Nurdin Bakari
Nurdin Bakari (ur. 6 lipca 1988 w Aruszy) – tanzański piłkarz występujący na pozycji defensywnego pomocnika.

## Kariera klubowa
Bakari karierę rozpoczynał w 2005 roku w zespole Simba SC. W tym samym roku zdobył z nim mistrzostwo Tanzanii. W trakcie sezonu 2007/2008 odszedł do Young Africans SC. Wygrał z nim cztery mistrzostwa Tanzanii (2008, 2009, 2011, 2013) oraz dwukrotnie Klubowy Puchar CECAFA (2011, 2012). W 2013 roku odszedł do Rhino Rangers FC, a w 2014 roku trafił do drużyny Villa Squad FC. W latach 2015–2017 grał w Lipuli FC, w którym zakończył karierę.

## Kariera reprezentacyjna
W reprezentacji Tanzanii Bakari zadebiutował 15 grudnia 2004 roku w przegranym 0:2 meczu CECAFA Cup 2004 z Burundi, rozegranym w Addis Abebie. Od 2004 do 2011 rozegrał w kadrze narodowej 43 mecze i strzelił 6 goli.